# Rantrum
Rantrum je obec v německé spolkové zemi Šlesvicko-Holštýnsko, v zemském okrese Severní Frísko. V 2014 zde žilo 1 818 obyvatel.

## Poloha
Sousední obce jsou: Mildstedt, Oldersbek, Schwesing, Südermarsch, Wisch a Wittbek.